# 보편적 기본소득

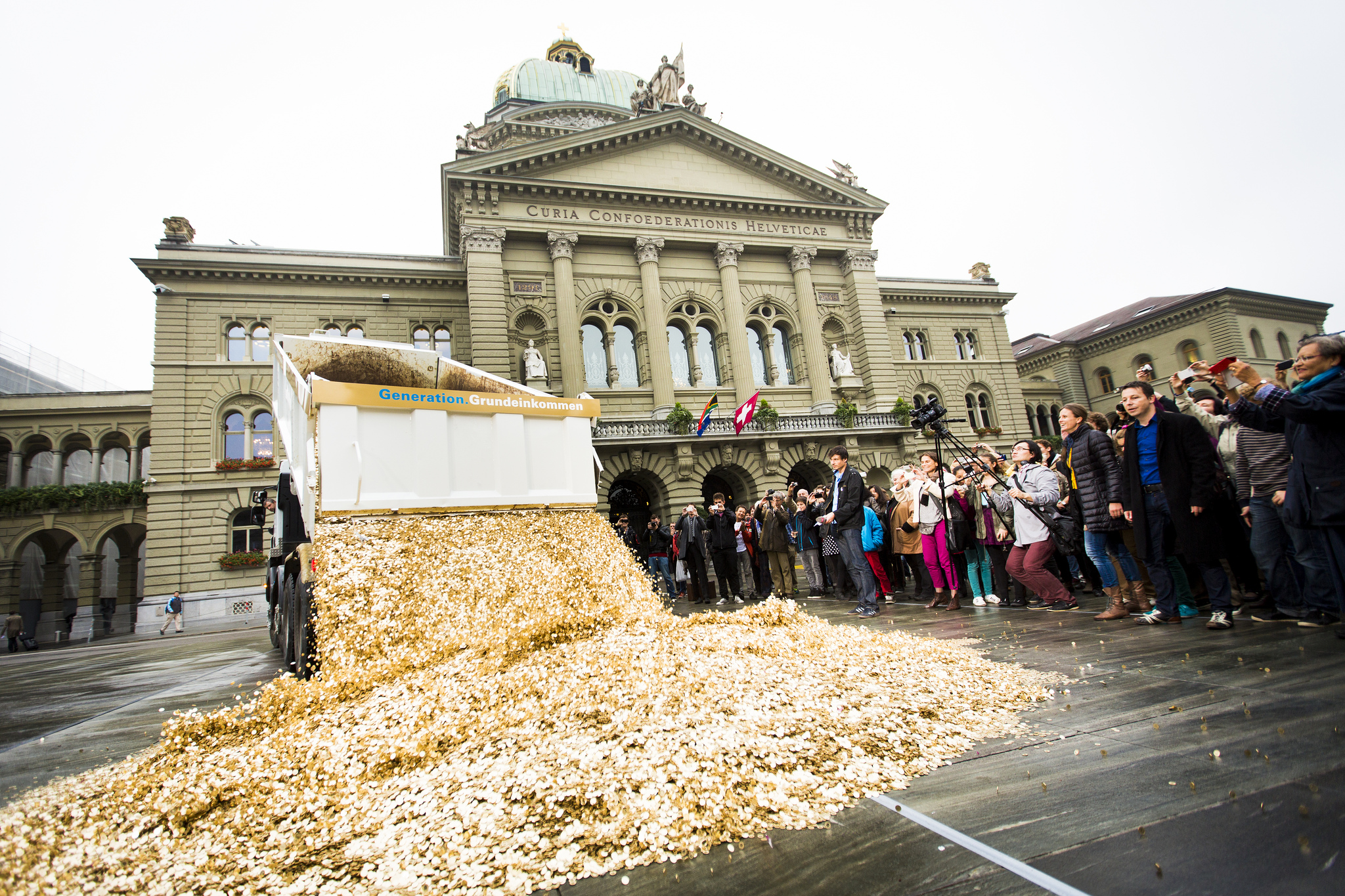

보편적 기본소득(普遍的 基本所得, 영어: universal basic income, UBI, citizen's income, citizen's basic income, basic income guarantee, basic living stipend, universal demogrant) 또는 국민배당(國民配當, 영어: national dividend, ND)은 재산이나 소득의 많고 적음, 노동 여부나 노동 의사와 상관없이 개별적으로 모든 사회 구성원에게 균등하게 지급되는 소득이다. 토머스 모어의 소설 《유토피아》에서 처음 등장하였으며 1970년대 유럽에서 논의가 시작되어 2000년대에 들어 논의가 급속히 확산되었다. 또 공공배당금(common allocation gold)이라는 말도 있다.

## 근거

### 인도주의
기본소득의 일부에 한정되지 않고 전체에 걸친 정당성은 모든 인간이 품위 있게 살아갈 수 있게 한다는 사실에서 볼 수 있다.

## 역사
16세기 초엽에 후안 루이스 비베스는 〈구빈문제에 관한 견해〉에서 빈민에게 최소 소득을 지급하자는 구상을 내놓았다. 샤를 루이 드 세콩다 몽테스키외는 1748년 《법의 정신》에서 “국가는 모든 시민에게 안전한 생활수단, 음식, 적당한 옷과 건강을 해하지 않는 생활 방식을 제공할 책임이 있다.”라고 주장했다. 니콜라 드 콩도르세는 1795년 《인간 정신의 진보에 관한 역사적 개관》에서 수급 자격을 사회 전체에 걸쳐 확장한 보험이라는 발상을 전개했다.
18세기의 사상가 토머스 페인은 공공 부조와 사회보험에 한정되지 않는 급부를 대상으로 한 발상을 내놓았다. 토머스 페인은 토지가 공공재이므로 그 지대 수입으로 모든 사람에게 일정한 금액을 지급하자고 주장하며, 모든 사람이 자연 유산을 대상으로 한 권리가 있다는 근거를 댔다. 샤를 푸리에는 1836년 〈잘못된 산업〉에서 “기본이 되는 자연권을 누리지 못하는 탓에 자신의 필요를 충족할 수 없는 사람들에게 사회는 기본 생존을 보장해야 한다.”라고 주장했다.
조지프 샤를리에는 1848년 〈사회 문제의 해법 혹은 인도적 헌법〉에서 진정한 기본소득을 최초로 정식화했다. 조지프 샤를리에는 자산 심사와의 연계나 유급 노동과의 연계를 모두 거부하고 토지 소유를 대상으로 하는 동등한 권리를 일정한 소득을 대상으로 한 조건 없는 권리의 기초로 보았다. 이후 1894년 〈사회 문제의 해결〉에서 조지프 샤를리에는 이것을 ‘토지 배당’이라고 명명했다.
존 스튜어트 밀은 1849년 《정치경제학의 원리》 제2판에서 “분배에서, 특정한 최소치는 노동을 할 수 있거나 없거나 간에 공동체 모든 구성원의 생존을 위해 먼저 할당된다. 생산물의 나머지는 노동, 자본 그리고 재능이라는 세 요소 사이에 사전에 결정되는 특정한 비율로 분배된다.”라고 서술했다.
버트런드 러셀은 1918년 《자유로 향하는 길》에서 생계에 충분한 소득을 모든 사람에게 주어야 한다고 주장했다. 클리포드 휴 더글러스는 1924년 국가 배당을 모든 가구에 매월 지급하자는 ‘사회 크레디트’를 주장했다. 조지 콜은 1935년 ‘사회 배당’을 주장했는데 1953년 저서 《사회주의 사상사》에서 기본소득(Basic income)이라는 용어를 최초로 언급한 듯하다. 제임스 미드도 1930년대 중반의 저서에서 ‘사회 배당’ 개념을 옹호했다.
밀턴 프리드먼은 1962년 〈자본주의와 자유〉에서 ‘음의 소득세’를 주장했다. 제임스 토빈은 공공 부조와 사회보험을 대체하지 않는 최소 보장 소득인 데모그랜트(demogrant)를 주장했는데 1972년 아메리카합중국 민주당의 대통령 후보 조지 맥거번의 대선 강령에 이 데모그랜트가 담기기도 했다.
앙드레 고르는 1985년 “20,000 시간의 사회 서비스 제공을 조건으로 한 평생의 기본소득 지급”을 주장했고 1997년에는 조건 없는 기본소득을 대상으로 한 지지로 돌아섰다.
1976년 알래스카주 당국은 주 헌법을 개정해 알래스카 영구 기금을 설치했다. 1977년에는 기본소득을 공식으로 선거 강령에 포함한 의이 있는 유럽 정당이 네덜란드에 등장했고 1982년 알래스카주 당국은 6개월 이상 알래스카에 거주한 모든 사람에게 나이와 거주 기간에 무관하게 영구 기금에서 매년 균일한 배당을 실시하기 시작했다. 1985년 네덜란드의 정부과학정책회의가 ‘부분 기본소득’의 도입을 제안한 보고서를 발간하면서 네덜란드에서 기본소득을 둘러싼 논쟁이 일어났다. 1986년에는 각국의 기본소득 지지자들이 모여 기본소득에 관한 국제회의를 최초로 개최했다. 이 사람들은 국제기구의 결성을 결의하고 이후 2년마다 총회를 치르기로 했다. 1988년에는 기본소득 유럽 네트워크(BIEN, Basic Income Europe Network)가 결성되었다. 이 기구는 2004년 바르셀로나에서 열린 제10차 총회에서 기본소득 지구 네트워크(Basic Income Earth Network)로 전환했고 2010년 상파울로에서 총회를 열 계획이다.

## 소비세 인상 정책의 보완 가능성
일본 정부는 소비세를 복지목적세로 삼는 정책을 총리 고이즈미 준이치로 시절인 2005년부터 추진해 왔다. 2010년 6월 취임한 총리 간 나오토도 소비세를 인상해 복지 목적으로 쓰는 정책을 발표했다. 그러나 이런 정책에 대해 국민의 거부감이 커서 민주당은 참의원 선거에서 의석 10석을 잃었다.
일본의 경제학자 나카타니 이와오는 빈곤층 문제를 풀고자 소비세 인상과 베이직 인컴[기본소득]을 주장했다. 고용에 근거한 연금제도가 있더라도 넷카페난민이나 파견노동자 등은 보험료를 내지 못하므로 연금 받을 자격이 없어 사회가 더욱 불안해진다. 나카타니 이와오는 연금제도를 강화하려고 소비세율을 인상해 복지목적세를 만들자고 주장했다. 연금보험료 소비세화의 장점은 사회보험청의 미불자 독촉, 대장 관리, 지불 기준 사정 등 방만한 행정 업무를 축소할 수 있다는 점이다. 그러나 저소득층도 소비하기 때문에 인상된 소비세가 역진성을 보인다는 단점이 있다. 역진성을 해소하려고 소비세를 소득에 따라 나중에 환급받는 방식은 번거롭고 심사 과정에 비용이 든다. 가난한 사람들은 세무서에 들러 세금 환급에 필요한 각종 서류를 준비해 제출할 여유도 없고 그런 재테크 정보를 접하기 어렵다. 이 문제를 해결하려고 나카타니 이와오가 제시한 것이 아무 조건 없이 전 국민에게 같은 금액의 돈을 주는 기본소득이다. 나카타니 이와오는 일년 수입으로 2,000,000엔을 벌고 일년 소비세로 400,000엔을 납부했을 때를 기준으로 일년 기본소득 400,000엔을 전 국민에게 지급한다는 예를 들었다. 일년 수입이 1,000,000엔, 4,000,000엔, 6,000,000엔인 사람이 각각 소비세로 300,000엔, 500,000엔, 600,000엔을 납부했을 때 기본소득 400,000엔을 받으면, 차액이 각각 100,000엔, -100,000엔, -200,000엔이 된다. 나카타니 이와오는 연금보험료의 소비세화가 연금 재정을 강화하고 기본소득이 소비세의 역진성을 완화하면서 노령연금보험과는 달리 현재 시점에서 빈곤층을 도울 줄 수 있어서 사회에 관계된 유대를 강화할 기반을 닦을 수 있다고 설명했다.

## 노동 비례 소득의 문제점
프랑스의 경제학자 앙드레 고르는 《경제이성비판》에서 한 사회의 생산력은 점진으로 발전하고 갈수록 같은 양을 생산하려고 더 적은 양의 노동이 요구되므로, 노동의 대가로 주어지는 노동 비례 소득을 유지하는 것은 불합리해 사회 구성원들의 삶을 지탱할 수 없다고 적었다. 앙드레 고드는 그 대안으로 사회의 모든 개인에게 조건 없이 지급하는 소득을 주장했다.

## 사례
기본소득을 다룬 논쟁은 아메리카합중국과 캐나다에서 먼저 시작됐다. 그 후 1970년대와 1980년대 서유럽 선진국에서도 논의가 시작됐고 라틴 아메리카, 중동, 아프리카, 아시아로 퍼져 나갔다. 알래스카 영구기금은 기본소득의 가장 좋은 예이다. 브라질에서는 볼사 파밀리아라는 빈곤 퇴치 정책이 기본소득 개념과 유사하고 마카오와 이란에서도 유사한 정책을 시행하고 있다.

### 브라질
2003년 대통령 룰라와 브라질 노동자당 당수 에두아르도 수필리시는 기본소득안인 보우사 파밀리아를 입안해 브라질은 국가가 국민의 기본소득의 권리를 인정한 첫 나라가 됐다. 성별과 나이, 사회에 관계된 지위 등과 상관없이 모든 브라질인에게 기본이 되는 필요를 충족할 정도의 재정에 관계된지원을 계획하고 있었다.

### 남아프리카공화국
2004년 남아프리카공화국 정부의 태스크포스는 7세부터 65세 모든 국민을 대상으로 매달 100랜드를 지급하는 기본소득 시행을 주장했다. 아동보호단체, 교회, 에이즈 활동가, 노동조합 등이 이 계획에 찬성했으나 남아프리카공화국 정부는 받아들이지 않았다.

### 나이지리아
나이지리아 아남브라주 정부는 1,015명을 대상으로 2011년 동안 지원금의 일괄 지불[Lump sum payment]를 내용으로 하는, 가려서 따로 다누는 기본소득을 시행했다.

### 유럽연합
2010년 유럽연합은 빈곤 문제에 대처하고 포용성을 띤 사회[Inclusive society]를 만들려는 목적의 기본소득안을 찬성 437표, 반대 162표로 받아들였다. 유럽연합 의회는 유럽연합이 정한 빈곤선인 소득 하위 40%를 대상으로 기본소득을 지급할 것을 촉구했다. 이탈리아에서는 경제적으로 유용하지 않다고 폐지했다.

### 일본
2011년 일본 의회와 야당은 평균소득을 기준으로 한 무조건성을 띤 기본소득을 의회 차원의 도입을 대상으로 한 논의가 있었다.

### 독일
독일은 독일 의회의 기본소득 도입 청원에 50,000여명 이상이 참여했고 주요한 정당 6개 중 정당 5곳에 기본소득을 주장하는 당파가 있다.

### 쿠웨이트
쿠웨이트는 2011년 4월부터 2012년 6월까지 국민 1,500,000명에게 1000디나르와 식료품을 지급하는 기본소득 시행 여부를 국민투표에 부쳤다

### 몽골
2008년 출범한 몽골의 연립정부는 알래스카 방식의 기본소득 도입 공약을 제시했다. 몽골에선 구리, 금, 석탄 등의 지하자원이 발견됐고 몽골 정부는 이것을 이용해 국민에게 매월 17달러의 재정상 지원하길 원했다. 몽골 정부는 공공에 관계된 기금을 만들고 그것을 대상으로 한 이자를 기본소득으로 지급하는 알래스카의 방식을 연구해 왔고 이것을 바탕으로 기본소득을 도입하는 것을 고려하고 있다.

### 나미비아
시험 삼아 시행되는 나미비아의 기본소득을 목적한 재원은 국가 재원이 아닌 유럽과 아메리카합중국 후원자들의 기부로 이뤄진다.

### 대한민국
몇몇 진보정당이 기본소득을 주장한다.
2010년 4월 25일에는 기본소득연합이 발족했다. 이 연합은 2010년 6월에 치러진 지방선거에서 기본소득 의제를 사회적으로 확산하려하고, 기본소득을 지지하는 후보를 지원하는 활동을 벌였다.
2012년 2월, 기본소득청'소'년네트워크가 발족했다. 이 단체는 기본소득한국네트워크와 함께 2012 기본소득 국제대회를 주관했고 이에 월 가를 점령하라, 도이칠란트해적당, 도이칠란트 좌파당 활동가들이 참석했다.
개신교 월간지 복음과상황이 2014년 3월 '기본소득, 샬롬을 위한 새로운 상상'이라는 주제를 특집으로 다루며 꾸준히 기본소득의 성서적 근거를 마련하고 있다. 2015년 5월호 김회권의 '기본소득 논의의 성경적 토대'가 대표적이며, 2016년 3월에는 녹색당 공동대표였던 하승수 씨를 인터뷰해 기본소득 논의의 현실성을 개신교인들에게 소개하였다. 2017년 6월호에서는 성경을 토대로 기본소득을 실험하고 있는 전주화평교회를 소개하기도 했다.
2019년 8월에는 국가혁명배당금당, 9월에는 기본소득당이 창당됐다.

### 미국
미국의 경우 와이 콤비네이터가 기본소득 제도 실험을 하기로 예정되어 있다. 만약 시도될 경우 캘리포니아 주를 중심으로 시도될 것으로 예상된다.
알래스카주는 알래스카 영주 펀드(Alaska Permanent Fund)라고 하는 기본 소득과 유사한 제도를 운영 중이다. 이는 알래스카에서 1년 이상 거주한 자에게 석유에서 나오는 수익을 배당해주는 제도로, 이 배당은 초기에는 매년 1인당 300달러 수준에 머물렀지만 2000년에는 2,000달러에 달했다. APF는 거주자들의 삶을 비교적 여유롭게 하지만 반면 구직활동이나 범죄울 하락과는 별다른 영향이 없는 것으로 알려졌다.

### 스위스
2016년 6월 5일 기본소득에 대한 스위스의 국민투표를 실시했으나 부결됐다.

### 핀란드
2017년, 핀란드 사회보장국(KELA)은 2017년부터 2018년까지 장기 실업 수당을 받는 시민 중 2000명을 무작위로 선발해 기본소득 월 560유로(약 700,000 원)를 지급했다. 기본소득이라는 명칭을 사용하고 국가가 주도해 시행한 것으로는 세계 최초의 사례이다. 핀란드 정부는 우선 작은 샘플군으로 기본소득 제도의 효과를 실험하고 이 결과를 분석해 향후 제도화 여부를 판단하겠다는 취지를 밝혔다. 2019년, 핀란드 사회보장국(KELA)는 기본소득 실험의 중간 결과를 발표했다. 기본 소득 수령 여부와 취업률 간에는 상관관계가 없는 것으로 보여지나, 기본 소득을 받은 이들의 삶의 질과 생활 만족도가 향상된 것으로 확인되었다. 핀란드 정부는 좀 더 면밀히 기본 소득의 결과를 분석해 2020년에 최종 결과를 발표할 예정이다. 만약 긍정적인 평가가 나온다면 핀란드는 국가 주도로 처음 기본소득을 입법화하는 국가가 될 수도 있다.

## 관련 서적
- 가이 스탠딩 저, 안효상 역, 《기본소득: 일과 삶의 새로운 패러다임》, 창비, 2018년, ISBN 9788936486280
- 제임스 퍼거슨 저, 조문영 역, 《분배정치의 시대: 기본소득과 현금지급이라는 혁명적 실험》, 여문책, 2017년, ISBN 9791187700128
- 다니엘 라벤토스 저, 이한주·이재명 역, 《기본소득이란 무엇인가》, 책담, 2016년, ISBN 9791170281078
- 다니엘 헤니·필립 코브체 저, 원성철 역, 《기본소득, 자유와 정의가 만나다》, 오롯, 2016년, ISBN 9791195014668

## 같이 보기
- 사회 신용
- 기본소득당
- 생활임금
- 임금 (경제학)
- 사회안전망(en:Social safety net, SSN)
- 복지국가
- 사민주의
- 평등권
- 법앞에 평등
- 소득 불평등에 따른 나라 목록
- 퇴직